# Тохтамиш

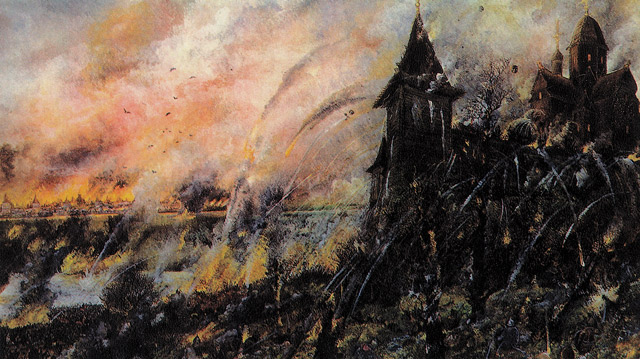
Похід Тохтамиша на Москву у 1382 р.

Тохтами́ш Гіяс ед-Дін (тат. Туктамыш хан, Tuqtamış xan; бл.1346? — 1406) — хан Блакитної Орди з роду Чингіза, син Туй-Ходжі оглана, нащадка хана Джучі. Об'єднав Блакитну Орду та Білу Орду у одну державу — Золоту Орду. Його син Джелал ад-Дін брав участь у Грюнвальдській битві, на боці Великого князівства Литовського, Руського і Жемайтійського.

## Біографія
За Тохтамиша Золота Орда досягла вершини своєї економічної та військової могутності. 1376 року він втік у Самарканд до Тимура. За підтримки Тимура отримав області Отрара (південний Казахстан) і Саурана (басейн р. Сирдар'ї) і протягом 1378—1379 завоював Сигнак. У 1380, використавши поразку темника Мамая на Куликовому полі, посів біло-ординський престол. Протягом кількох років зумів відновити державну єдність Золотої Орди. 1382 Тохтамиш захопив Москву, жорстоко пограбував і спалив місто, за однією версією у відповідь на затримку сплати данини московським князем Дмитрієм, за іншою — покаравши мешканців міста за повстання проти Дмитрія.
Коли він возз'єднав Золоту Орду в 1380—1381 роках, Тохтамиш пообіцяв відродити та стабілізувати її після двох десятиліть хронічної громадянської війни. Він був останнім ханом Золотої Орди, який карбував монети з монгольським шрифтом.
У 1389 Тохтамиш напав на володіння Тимура і розпочав з ним тривалу боротьбу. У 1385 Тохтамиш пограбував Тебриз, де захопив у полон персомовного поета Кемаля Ходжені, якого тримав три роки в Сараї на Волзі, У 1391 військо Тохтамиша було розгромлено арміями Тимура при Кундурчі, а в 1395 зазнало поразки в долині річки Терек, внаслідок чого Тохтамиш втратив усі свої володіння на схід від Волги. Під час цієї війни Тимур зруйнував золотоординські міста, які арабські мандрівники називали «зосередженням наук та багатств», зокрема Хаджі-Тар-хан (Астрахань) та Сарай аль-Джадід (Сарай Берке).
У 1398—1399 військо Тохтамиша було розбите ханом Заволзької орди Тимур-Кутлуєм, і він був змушений втекти у Литву до великого князя литовського Вітовта. Деякий час проживав з родиною у Києві та в місті Ліді (тепер Білорусь).  Вітовт поселив Тохтамиша та його послідовників поблизу Вільнюса та Тракая, хоча багато з них покинули його, пробираючись на Балкани, щоб вступити на службу до османського султана Баязита I. Тохтамиш і Вітовт підписали договір, у якому Тохтамиш підтвердив Вітовта як законного правителя руських земель, які колись були частиною Золотої Русі (улуси Курумиши і Манкерман). Орда, а тепер належала Литві, і обіцяла йому данину з руських князівств, в обмін на військову допомогу для повернення його престолу. У 1399 загони Тохтамиша разом з литовськими військами на Ворсклі, при впадінні її в Дніпро, зазнали поразки від орд хана Тимур-Кутлуя та його мурзи Едигея.
Згодом Тохтамиш пробирається територією Золотої Орди до її периферійних сибірських володінь. Тут йому вдалося взяти частину території під свій контроль у 1400 році, а до 1405 року він намагався задобрити свого захисника, який перетворився на ворога, Тимура, який щойно посварився з Едігу. Смерть Тимура в лютому 1405 року зробила будь-яке зближення спірним. Протягом цього періоду Тохтамиш, природно, викликав ворожість Едігу та його нового маріонеткового хана, Шаді Бега. Кажуть, що Едігу воював з Тохтамишем шістнадцять разів між 1400 і 1406 роками; врешті-решт, після розгрому від рук Тохтамиша, Едігу поширив чутки про власну смерть, щоб витягнути Тохтамиша на відкриту вулицю та вбити його градом дротиків і списів наприкінці 1406 (чи на початку 1407), поблизу Тюмені. Хан Шаді-бег, очевидно, заявляв або йому приписували смерть Тохтамиша, тоді як інші приписували Едігу чи сина Едігу Нур ад-Діна.
Нащадки Тохтамиша пізніше володіли золотоординським престолом, однак Золота Орда вже ніколи не піднялася до того рівня, якого вона досягла в середині 1380 років.
Син Тохтамиша — Хаджі Гірей Хан[джерело?] народився в замку Троки і пізніше за допомоги литовських князів отримав трон. Він підтвердив ярлик свого батька, за яким завойовані у татар землі руських князівств відходили до Литви. Цей ярлик був виданий в Старому Кримі 1471-72 році. Син Хаджі Герая — Менглі Герай (роки правління 1475—1515) розірвав альянс з литовцями та прийняв васалітет османів.

## Сім'я
Тохтамиш вбиває свою дружину «Товлунбек».
Серед інших, Тохтамиш одружився з вдовою Мамая, ймовірно, тотожною донькою Берді-бека та Тулун-бек-ханума, який ненадовго правив у Сараї в 1370—1371 рр.; у 1386 році він наказав її стратити, мабуть, за участь у невідомій змові.  Згідно з Му'ізз аль-ансаб , Тохтамиш мав вісім синів і п'ять дочок, а також шестеро онуків, як показано нижче.
- Джалал ад-Дін (1380—1412) (від Ṭaghāy-Bīka), хан Золотої Орди 1411—1412
  - Абу-Саїд
  - Аман Бег
- Карім Берді, хан Золотої Орди 1409, 1412—1413, 1414 (пом. 1417?)
  - Саїд Ахмад, можливо, хан Золотої Орди 1416—1417 (він відрізняється від Саїда Ахмада, хана 1432—1459)
- Кебек, хан Золотої Орди 1413—1414
  - Чагатай-Султан
  - Сарай-Мулк
  - Шірін-Біка
- Джаббар Берді, хан Золотої Орди 1414—1415, 1416—1417
- Кадір Берді (черкескою наложницею), хан Золотої Орди 1419
- Абу-Саїд
- Іскандар (від Ūrun-Bikā)
- Кучук Мухаммад (від Ūrun-Bikā) (не плутати з Кучук Мухаммадом, ханом у 1434—1459)
- Malika (від Ṭaghāy-Bīka)
- Яніка (від Ṭaghāy-Bīka), яка вийшла заміж за Едігу
- Saʿīd-Bīka (від Ṭaghāy-Bīka)
- Бахті-Біка (від Shukr-Bīka-Āghā)
- Mayram-Bīka (від Ūrun-Bikā)